# Nemertesia rugosa
Nemertesia rugosa är en nässeldjursart som först beskrevs av Nutting 1900.  Nemertesia rugosa ingår i släktet Nemertesia och familjen Plumulariidae. Inga underarter finns listade i Catalogue of Life.